# Echinopsis riviere-de-caraltii
Echinopsis riviere-de-caraltii ist eine Pflanzenart aus der Gattung Echinopsis in der Familie der Kakteengewächse (Cactaceae). Das Artepitheton riviere-de-caraltii ehrt den spanischen Industriellen Fernando Riviere de Caralt (1904–1982).

## Beschreibung
Echinopsis riviere-de-caraltii wächst in der Regel einzeln. Die kugelförmigen, an ihrer Basis breiten, glauk graugrünen Triebe erreichen bei Durchmessern von 10 Zentimetern Wuchshöhen von bis zu 6 Zentimeter. Es sind 14 scharfkantige Rippen vorhanden, die in beilförmige Höcker aufgelöst sind. Die auf ihnen befindlichen Areolen sind weiß und stehen 2 bis 3 Zentimeter voneinander entfernt. Dornen werden praktisch nicht ausgebildet.
Die lang röhrig-trichterförmigen, weißen Blüten erscheinen seitlich an den Trieben und öffnen sich in der Nacht. Sie sind bis zu 21 Zentimeter lang und weisen Durchmesser von 9 Zentimetern auf.

## Verbreitung und Systematik
Echinopsis riviere-de-caraltii ist im bolivianischen Departamento Chuquisaca in mittleren Lagen um 2100 Meter verbreitet.
Die Erstbeschreibung durch Martín Cárdenas wurde 1971 veröffentlicht.
Gonzalo Navarro behandelte Echinopsis riviere-de-caraltii 1996 als Synonym von Echinopsis obrepanda subsp. obrepanda.

## Nachweise